# Elwood (New Jersey)
Elwood è un comune non incorporato nella cittadina di Mullica, nella Contea di Atlantic nello stato del New Jersey. Secondo il censimento degli Stati Uniti d'America del 2010 la popolazione del comune era di 1.347 abitanti. L'area è servita dal Servizio Postale degli Stati Uniti d'America con codice ZIP 08217

## Geografia fisica

### Territorio
Secondo l'ufficio per i censimenti degli Stati Uniti d'America Elwood si sviluppa per un'area di 8,304 km² includendo 8,301 km² di terra e 0,001 km² di acqua

## Società

### Evoluzione demografica

#### Censimento 2010
Secondo il censimento degli Stati Uniti del 2010 Elwood era abitata da 1.347 persone, comprendeva 436 case di proprietà e vi abitavano 340 famiglie. La densità di popolazione era di 173.1/km² e la popolazione era distribuita in questo modo:
- 61,38% Bianchi (882)
- 13,15 Afroamericani (189)
- 0,35 Nativi Americani (5)
- 1,39 Asiatici (20)
- 0,07% Abitanti delle isole dell'Oceano Pacifico (1)
- 18,44% Altre razze (specialmente Spagnoli e Latino-Americani[1]